# Censo nicaragüense de 1950
El Censo de Población de Nicaragua de 1950 (o más conocido también como Censo de 1950) fue un censo de población que se realizó en Nicaragua el 1 de mayo de 1950. Históricamente, este fue el cuarto censo de población en toda la historia de Nicaragua.
Los resultados oficiales del censo mostraron que Nicaragua tenía un población de 1 049 611 habitantes para el año 1950 y una densidad poblacional de 8,7 hab/km².
| Población censada de Nicaragua por departamento en 1950 | Población censada de Nicaragua por departamento en 1950 | Población censada de Nicaragua por departamento en 1950 | Población censada de Nicaragua por departamento en 1950 | Población censada de Nicaragua por departamento en 1950 | Población censada de Nicaragua por departamento en 1950 |
| Puesto                                                  | Departamento                                            | Censo de 1950                                           | Censo de 1940                                           | Cambio                                                  |                                                         |
| ------------------------------------------------------- | ------------------------------------------------------- | ------------------------------------------------------- | ------------------------------------------------------- | ------------------------------------------------------- | ------------------------------------------------------- |
| 1.º                                                     | Managua                                                 | 161 513                                                 | 120 202                                                 | 41 311                                                  |                                                         |
| 2.º                                                     | Matagalpa                                               | 135 401                                                 | 111 201                                                 | 24 200                                                  |                                                         |
| 3.º                                                     | León                                                    | 123 614                                                 | 94 631                                                  | 28 983                                                  |                                                         |
| 4.º                                                     | Chinandega                                              | 81 836                                                  | 68 660                                                  | 13 176                                                  |                                                         |
| 5.º                                                     | Masaya                                                  | 72 446                                                  | 54 742                                                  | 17 704                                                  |                                                         |
| 6.º                                                     | Zelaya                                                  | 67 727                                                  | 53 249                                                  | 14 478                                                  |                                                         |
| 7.º                                                     | Carazo                                                  | 52 138                                                  | 40 624                                                  | 11 514                                                  |                                                         |
| 8.º                                                     | Chontales                                               | 50 529                                                  | 38 831                                                  | 11 698                                                  |                                                         |
| 9.º                                                     | Boaco                                                   | 50 039                                                  | 40 365                                                  | 9 415                                                   |                                                         |
| 10.º                                                    | Granada                                                 | 48 732                                                  | 38 947                                                  | 9 785                                                   |                                                         |
| 11.º                                                    | Jinotega                                                | 48 325                                                  | 36 725                                                  | 11 600                                                  |                                                         |
| 12.º                                                    | Rivas                                                   | 45 314                                                  | 35 577                                                  | 9 737                                                   |                                                         |
| 13.º                                                    | Estelí                                                  | 43 742                                                  | 38 023                                                  | 5 719                                                   |                                                         |
| 14.º                                                    | Madriz                                                  | 33 178                                                  | 28 689                                                  | 4 489                                                   |                                                         |
| 15.º                                                    | Nueva Segovia                                           | 25 988                                                  | 21 818                                                  | 4 170                                                   |                                                         |
| 16.º                                                    | Río San Juan                                            | 9 089                                                   | 7 547                                                   | 1 542                                                   |                                                         |
| Total                                                   | Nicaragua                                               | 1 049 611                                               | 829 831                                                 | 219 780                                                 |                                                         |